# Liselotte Rauner
Liselotte Rauner (* 21. Februar 1920 in Bernburg/Saale als Liselotte Clemens; † 2. Juli 2005 in Bochum) war eine deutsche Schriftstellerin.

## Leben und Werk
Liselotte Clemens entstammte einer Arbeiterfamilie. Sie besuchte eine Real- und eine Handelsschule und machte eine kaufmännische Lehre. Danach absolvierte sie eine Schauspiel- und Gesangsausbildung und trat als Schauspielerin am Stadt- und Landestheater in Bernburg auf. Seit 1941 war sie mit Walter Rauner verheiratet. 1948 zog das Ehepaar nach Wattenscheid. Ab 1967 war sie Mitglied der Literarischen Werkstatt Gelsenkirchen, ab 1969  freie Schriftstellerin und ab 1970 Mitbegründerin des Werkkreises Literatur der Arbeitswelt. 1998 gründete sie im Gedenken an ihren 1992 verstorbenen Ehemann die Liselotte-und-Walter-Rauner-Stiftung zur Förderung zeitgenössischer Lyrik in Nordrhein-Westfalen.
Rauners literarisches Werk, das vor allem Arbeitsleben und Alltag der westdeutschen Arbeiterschaft schildert, besteht hauptsächlich aus Gedichten, Epigrammen, Chansons und Kurzprosa. Sie war seit 1971 Mitglied des Landesverbandes Nordrhein-Westfalen des Verbandes Deutscher Schriftsteller und seit 1985 des PEN-Zentrums der Bundesrepublik Deutschland; außerdem gehörte sie der Europäischen Autorenvereinigung „Die Kogge“ an.
2008 wurde eine Gedenktafel am Wohnhaus von Liselotte Rauner in der Stresemannstraße 48 in Wattenscheid angebracht.

## Preise und Auszeichnungen
- Arbeitsstipendium des Landes Nordrhein-Westfalen, 1977
- Josef-Dietzgen-Förderpreis, 1982
- Literaturpreis Ruhrgebiet, 1986

## Werke
- Der Wechsel ist fällig, Bitter: Recklinghausen, 1970, ISBN 978-3-7903-0009-3
- Erzählende Chronik „Wattenscheid im Lauf der Zeit“, Heimatverein: Wattenscheid, 1972,
- Wenn der Volksmund mündig wird, Hammer: Wuppertal, 1973, ISBN 978-3-87294-052-0
- Schleifspuren, Asso-Verlag: Oberhausen, 1980, ISBN 978-3-921541-42-5
- Liselotte Rauner, Damnitz: München, 1980, ISBN 978-3-88112-111-8
- Kein Grund zur Sorge, Asso-Verlag: Oberhausen, 1985, ISBN 978-3-921541-56-2
- Alles in Bewegung, Asso-Verlag: Oberhausen, 1990, ISBN 978-3-921541-68-5